# Jyväskylä järnvägsstation

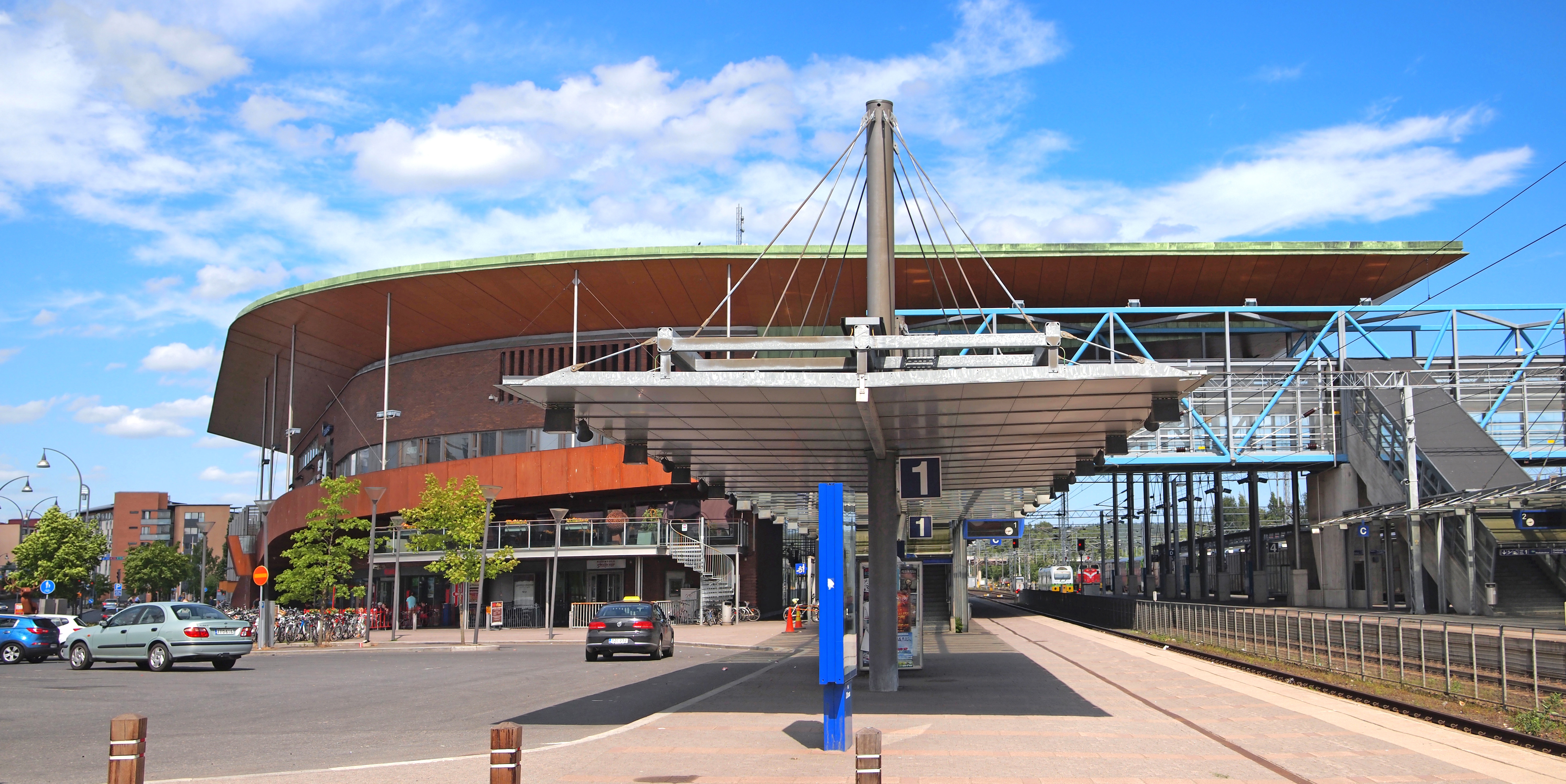
Jyväskylä järnvägsstation.

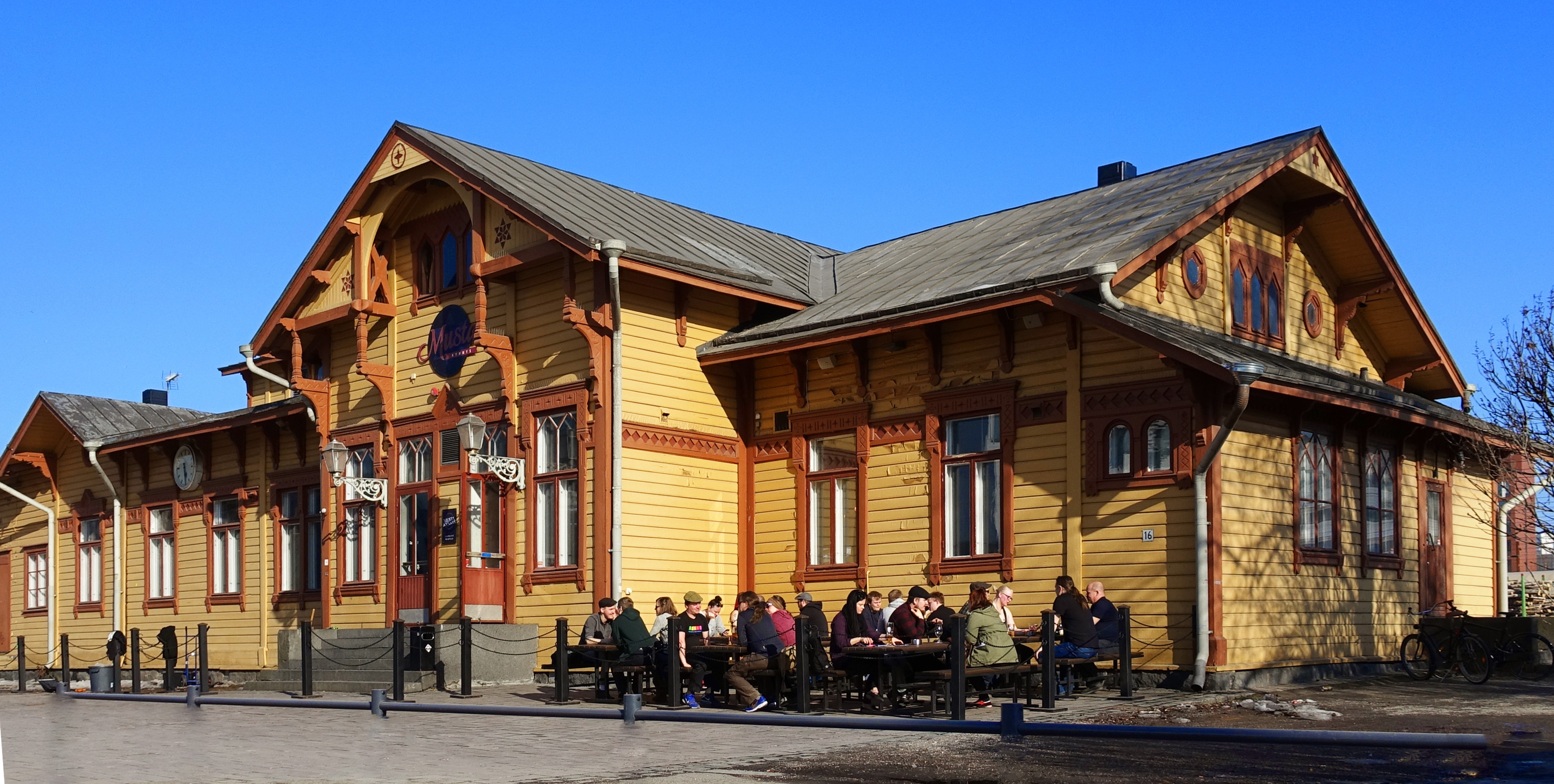
Den gamla stationsbyggnaden i Jyväskylä.

Jyväskylä järnvägsstation (Jy) är en järnvägsstation i den finländska staden Jyväskylä i landskapet Mellersta Finland. Järnvägsstationen är en järnvägsknut för Orivesi-Jyväskylä-banan, Haapamäki-Jyväskylä-banan, Jyväskylä-Pieksämäki-banan och Jyväskylä-Haapajärvi-banan. Stationen öppnades 1897. 
Den gamla stationsbyggnaden byggdes i trä i nationalromantisk stil mellan 1896 och 1897 efter ritningar av den finländske arkitekten Bruno Granholm. Den byggdes till 1923 och 1968-69. När det nya resecentret stod färdigt 2002 slutade den gamla stationsbyggnaden att fungera som järnvägsstation.